# Astragalus gigantifoliolatus
Astragalus gigantifoliolatus es una especie de planta del género Astragalus, de la familia de las leguminosas, orden Fabales.

## Distribución
Astragalus gigantifoliolatus se distribuye por Irán.

## Taxonomía
Fue descrita científicamente por Maassoumi & Maroofi. Fue publicada en Gen. Astragalus Iran 5: 406 (2005).